# Matthias Kahle
Matthias Kahle (* 4. března 1969 Görlitz) je německý jezdec rally. Ve své kariéře se zúčastnil osmi světových soutěží. Je šestinásobným šampionem Německa a dvakrát se umístil na druhém místě. Kahle je ex-továrním jezdcem týmů Toyota Motorsport, Seat Sport a Škoda Motorsport.

## Kariéra
V roce 1999 debutoval Kahle na mistrovství světa v rally. Navigován Dieterem Schneppenheimem ve voze Toyota Corolla WRC obsadil 8. místo v portugalské rally. V roce 1999 absolvoval celkem 4 rally na mistrovství světa. Na Novém Zélandu se umístil na 7. místě což je jeho nejlepší výsledek v kriéře.
Kahle zahájil svoji závodní kariéru v roce 1993 za volantem Peugeot 205 GTI. O rok později se stal amatérským německým šampionem (začínal na voze Renault Clio Williams). V roce 1994 debutoval na ME – na německé rally (21. místo). V roce 1997, so vozem Toyota Celika GT-Four, získal svůj první titul v Německu. V letech 2000 a 2001 získal tento titul s vozem Seat Córdoba WRC, v letech 2002 a 2004 – pak s Škodou Octavií WRC a v roce 2005 – Škodou Fabií WRC. Kahle také pravidelně závodil v MČR A MČR-Sprintrally, jeho navigátor Christian Döerr v současnosti občas spolupracuje s Karlem Trněným, který půjčoval techniku právě Kahlemu.
V roce 2004 se Kahle také začal účastnit Offroad rally. Zúčastnil se Dubajské rally a v roce 2005 i na Orient rally. V roce 2006 řídil buggy na rally Dakar, ale rally nedokončil. V roce 2009 skončil na Dakarské rally 2009 patnáctý.